# Championnats d'Europe juniors d'athlétisme 2015
Navigation
2013 2017
Les 23es Championnats d'Europe juniors d'athlétisme se déroulent du 16 au 19 juillet 2015 à Eskilstuna en Suède, pays qui accueille ces championnats pour la première fois. Les compétitions se déroulent dans l'enceinte de l'Ekängens Friidrottsarena.

## Résultats
L'équipe suédoise masculine du relais 4 x 100 m remporte la seule victoire du pays-hôte, en battant le record national junior. C'est la première fois dans l'histoire des Championnats d'Europe junior que la Suède remporte un relais alors que c'est le pays qui a inventé cette spécialité.

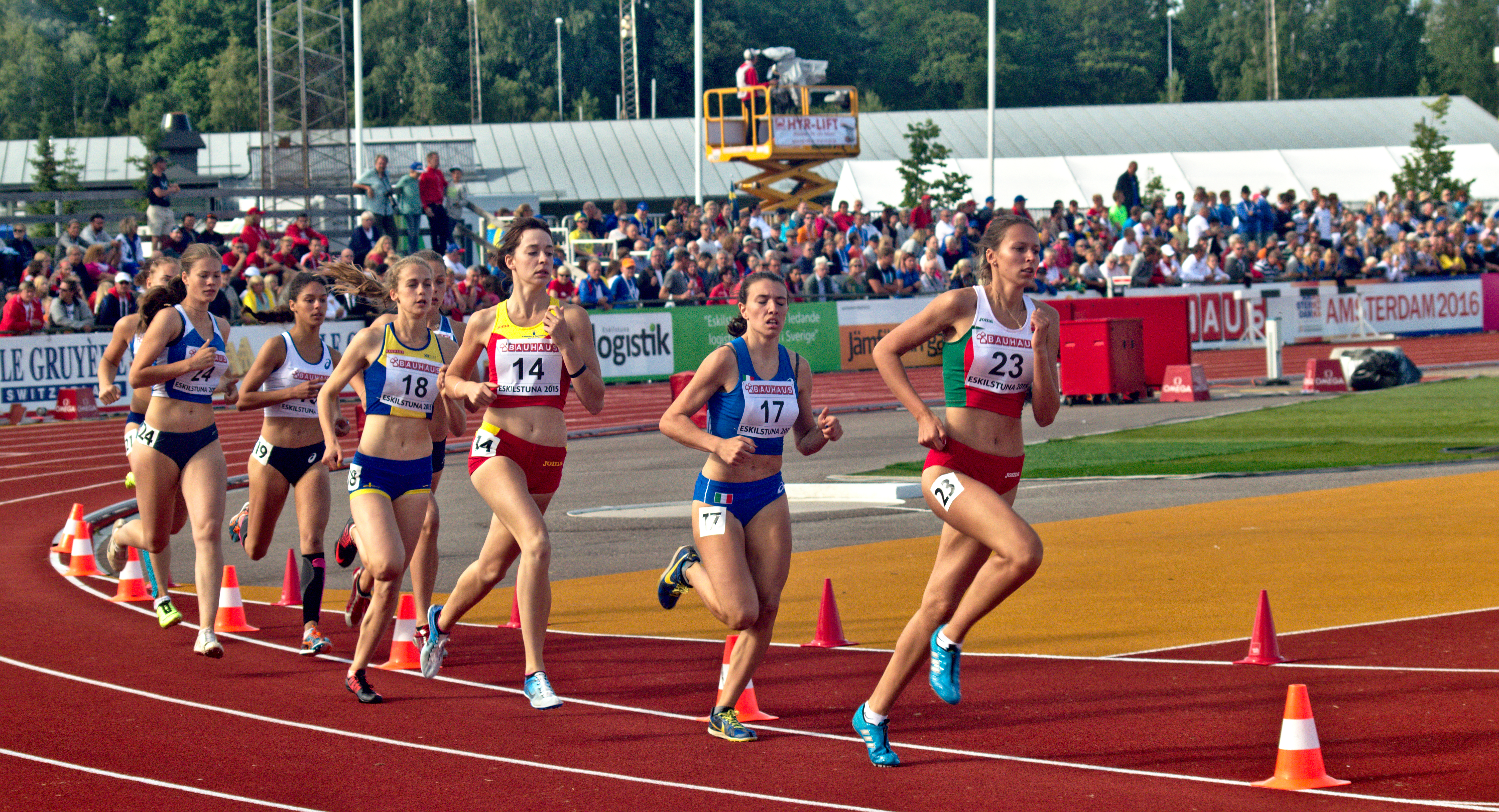
800 mètres de l'épreuve d'heptathlon des Championnats d'Europe juniors d'athlétisme 2015

### Hommes
| Épreuves | Or | Argent | Bronze |
| --- | --- | --- | --- |
| 100 m (vent - 1,0 m/s) | Ojie Edoburun 10 s 36                                                                                                 | Joseph Dewar 10 s 46 | Emil von Barth 10 s 64                                                                                         |
| 200 m (+ 4,1 m/s) | Tommy Ramdhan 20 s 57                                                                                                 | Elliot Powell 20 s 72 | Even Meinseth 20 s 94                                                                                          |
| 400 m | Benjamin Lobo Vedel 46 s 48                                                                                           | Karsten Warholm 46 s 50 | Batuhan Altıntaş 46 s 95                                                                                       |
| 800 m | Kyle Langford 1 min 48 s 99                                                                                           | Konstantin Tolokonnikov 1 min 49 s 00                                                                                       | Mateusz Borkowski 1 min 49 s 21                                                                                |
| 1 500 m | Josh Kerr 3 min 49 s 62                                                                                               | Baptiste Mischler 3 min 49 s 88                                                                                             | Andriy Aliksiychuk 3 min 50 s 22                                                                               |
| 3 000 m steeple | Yohanes Chiappinelli 8 min 47 s 58                                                                                    | Patrick Karl 8 min 54 s 10                                                                                                  | Balázs Juhász 8 min 58 s 11 (PB)                                                                               |
| 5 000 m | Alex George 14 min 34 s 42                                                                                            | Simon Debognies 14 min 34 s 67                                                                                              | Yemaneberhan Crippa 14 min 35 s 39                                                                             |
| 10 000 m | Pietro Riva 30 min 20 s 45                                                                                            | Fabian Gering 30 min 20 s 69                                                                                                | Dieter Kersten 30 min 21 s 85                                                                                  |
| 110 m haies (+ 3,4 m/s) | Kamil Salimullin 13 s 60                                                                                              | Florian Lickteig 13 s 64 | Henrik Hannemann 13 s 67                                                                                       |
| 400 m haies | Victor Coroller 50 s 53                                                                                               | Joshua Abuaku 51 s 46 (PB)                                                                                                  | Dominik Hufnagl 51 s 74 (PB)                                                                                   |
| 4 × 100 m | Suède Emil von Barth Austin Hamilton Thobias Nilsson Montler Gustav Kjell 39 s 73 (NJR)                               | Pologne Artur Wasilewski Przemysław Adamski Krysztof Wróbel Eryk Hampel 40 s 00                                             | France Nans André Maxime Gardès Dylan Barbier Amaury Golitin 40 s 02                                           |
| 4 × 400 m | Russie Andrey Yefremov Andrey Kukharenko Konstantin Tolokonnikov Ilya Krasnov 3 min 8 s 35 en série Anatoliy Ryapolov | Italie Giuseppe Leonardi Leonardo Vanzo Simone Serafini Daniele Corsa 3 min 10 s 04 en série Brayan Lopez Giorgio Trevisani | Allemagne Constantin Schmidt Pascal Unbehaun Jaakkima Rösler Aleksi Rösler 3 min 10 s 12 en série Lukas Schwab |
| 10 000 m marche | Diego García Carrera 40 min 5 s 21 (SB)                                                                               | Vladislav Saraykin 40 min 59 s 28 (PB)                                                                                      | Pablo Oliva 41 min 0 s 73 (PB)                                                                                 |
| Saut en hauteur | Jonas Kløjgård Jensen 2,23 m (PB)                                                                                     | Dawid Wawrzyniak 2,23 m (PB)                                                                                                | Oleksandr Barannikov 2,19 m                                                                                    |
| Saut à la perche | Adam Hague 5,50 m | Niko Koskinen 5,35 m (PB)                                                                                                   | Alioune Sène 5,30 m (=PB)                                                                                      |
| Saut en longueur | Anatoliy Ryapolov 7,96 m (=PB)                                                                                        | Jacob Fincham-Dukes 7,75 m (PB)                                                                                             | Filippo Randazzo 7,74 m (PB)                                                                                   |
| Triple saut | Nazim Babayev 17,04 m (CR, PB)                                                                                        | Tobia Bocchi 16,51 m (v. f. + 2,1 m/s)                                                                                      | Pavlo Beznits 16,10 m                                                                                          |
| Lancer du poids | Konrad Bukowiecki 22,62 m (CR)                                                                                        | Andrei Toader 20,78 m | Sebastiano Bianchetti 20,71 m (NJR)                                                                            |
| Lancer du disque | Bartłomiej Stój 68,02 m (CR, NJR)                                                                                     | Martin Marković 67,11 m | Henning Prüfer 64,18 m                                                                                         |
| Lancer du marteau | Bence Halász 79,60 m (CR)                                                                                             | Miguel Alberto Blanco 79,05 m (PB)                                                                                          | Matija Gregurić 77,35 m                                                                                        |
| Lancer du javelot | Matija Muhar 79,20 m (NJR)                                                                                            | Simon Litzell 78,34 m | Edis Matusevičius 77,48 m (PB)                                                                                 |
| Décathlon | Jan Doležal 7 929 points (PB)                                                                                         | Karsten Warholm 7 764 points (PB)                                                                                           | Maksim Andraloits 7 717 points                                                                                 |
| Records et Performances - AR : Record continental (area record) - CR : Record des championnats (championship record) - MR : Record du meeting (meet record) - NR : Record national (national record) - OR : Record olympique (olympic record) - PR : Record paralympique (paralympic record) - PB : Record personnel (personal best) - SB : Meilleure performance personnelle de la saison (season's best) - WL : Meilleure performance mondiale de l'année (world leader) - WJR : Record du monde junior (world junior record) - WR : Record du monde (world record) Circonstances et Conditions - DNF : N'a pas terminé (did not finish) - DNS : N'a pas pris le départ (did not start) - DQ : Disqualification (disqualification) - NM : Aucun essai valable enregistré (No Mark) - Q : Qualifié « directement » au prochain tour (ou à la prochaine compétition), lors d'une compétition majeure, grâce au classement ou à la réalisation des minima (automatic qualifier) - q : Qualifié au prochain tour (ou à la prochaine compétition), lors d'une compétition majeure, grâce au repêchage ou à la réalisation de l'une des meilleures performances parmi celles des « non qualifiés directement » (grâce au meilleur temps ou à la meilleure distance par exemple) (secondary qualifier) | | | |

### Femmes
| Épreuves | Or                                                                                           | Argent                                                                                      | Bronze                                                                                                |
| --- | -------------------------------------------------------------------------------------------- | ------------------------------------------------------------------------------------------- | --- |
| 100 m | Ewa Swoboda 11 s 52                                                                          | Lisa Mayer 11 s 64                                                                          | Kristina Sivkova 11 s 68                                                                              |
| 200 m | Gina Lückenkemper 22 s 41                                                                    | Shannon Hylton 22 s 73                                                                      | Maroussia Paré 23 s 05                                                                                |
| 400 m | Laviai Nielsen 52 s 58                                                                       | Cheriece Hylton 53 s 16 (PB)                                                                | Anastasiya Bednova 53 s 27                                                                            |
| 800 m | Renée Eykens 2 min 2 s 83                                                                    | Sarah Schmidt 2 min 4 s 55                                                                  | Aníta Hinriksdóttir 2 min 5 s 04                                                                      |
| 1 500 m | Bobby Clay 4 min 17 s 91                                                                     | Amy Griffiths 4 min 20 s 41                                                                 | Konstanze Klosterhalfen 4 min 20 s 84                                                                 |
| 3 000 m | Alina Reh 9 min 12 s 29                                                                      | Célia Antón 9 min 16 s 36                                                                   | Anna-Emilie Møller 9 min 17 s 36 (PB)                                                                 |
| 3 000 m steeple | Sümeyye Erol 10 min 19 s 15 (PB)                                                             | Carolina Johnsson 10 min 28 s 31                                                            | Alisa Vainio 10 min 30 s 83                                                                           |
| 5 000 m | Alina Reh 16 min 02 s 01                                                                     | Anna-Emilie Møller 16 min 07 s 43 (PB)                                                      | Carmela Cardama 16 min 23 s 81 (PB)                                                                   |
| 10 000 m marche | Klavdiya Afanasyeva 43 min 36 s 88 (WL)                                                      | Olga Shargina 44 min 1 s 08 (PB)                                                            | Mariya Losinova 44 min 7 s 44                                                                         |
| 100 m haies | Elvira Herman 13 s 15                                                                        | Luca Kozák 13 s 20                                                                          | Laura Valette 13 s 21                                                                                 |
| 400 m haies | Nenah de Coninck 57 s 85 (PB)                                                                | Inge Drost 57 s 88 (PB)                                                                     | Ayomide Folorunso 58 s 44                                                                             |
| 4 × 100 m | Royaume-Uni Shannon Malone Shannon Hylton Charlotte McClenaghan Imani-Lara Lansiquot 44 s 18 | Pologne Weronika Błażek Zuzanna Kaniecka Karolina Ciesielska Ewa Swoboda 45 s 28            | France Caroline Chaillou Cynthia Leduc Maroussia Paré Floriane Gnafoua 45 s 35                        |
| 4 × 400 m | Royaume-Uni Cheriece Hylton Lina Nielsen Lily Beckford Laviai Nielsen 3 min 34 s 36          | Italie Alice Mangione Virginia Troiani Federica Putti Ayomide Folorunso 3 min 37 s 45 (NJR) | Russie Anastasiya Kudryavtseva Yuliya Kondrashkina Valeriya Tsaplina Anastasiya Bednova 3 min 37 s 57 |
| Saut en hauteur | Morgan Lake 1,91 m                                                                           | Nawal Meniker 1,86 m                                                                        | Ellen Ekholm 1,83 m (PB)                                                                              |
| Saut à la perche | Angelica Moser 4,35 m                                                                        | Alyona Lutkovskaya 4,20 m                                                                   | Kamila Przybyła 4,20 m                                                                                |
| Saut en longueur | Florentina Marincu 6,78 m                                                                    | Anna Bühler 6,55 m                                                                          | Fátima Diame 6,55 m                                                                                   |
| Triple saut | Valentina Kosolapova 13,27 m                                                                 | Kristina Malaya 13,25 m                                                                     | Florentina Marincu 13,08 m                                                                            |
| Lancer du poids | Emel Dereli 18,40 m (NJR)                                                                    | Claudine Vita 17,13 m (PB)                                                                  | Alyona Bugakova 16,81 m                                                                               |
| Lancer du disque | Claudine Vita 57,47 m                                                                        | Veronika Domjan 56,63 m (NJR)                                                               | Anastasiya Vityugova 54,21 m (PB)                                                                     |
| Lancer du marteau | Audrey Ciofani 67,20 m                                                                       | Beatrice Nedberge Llano 64,76 m                                                             | Katarzyna Furmanek 63,80 m                                                                            |
| Lancer du javelot | Maria Andrejczyk 59,73 m (PB)                                                                | Anete Kociņa 58,88 m (PB)                                                                   | Aleksandra Ostrowska 56,24 m (PB)                                                                     |
| Heptathlon | Caroline Agnou 6 123 pts (NJR)                                                               | Hanne Maudens 5 720 pts (PB)                                                                | Louisa Grauvogel 5 704 pts                                                                            |
| Records et Performances - AR : Record continental (area record) - CR : Record des championnats (championship record) - MR : Record du meeting (meet record) - NR : Record national (national record) - OR : Record olympique (olympic record) - PR : Record paralympique (paralympic record) - PB : Record personnel (personal best) - SB : Meilleure performance personnelle de la saison (season's best) - WL : Meilleure performance mondiale de l'année (world leader) - WJR : Record du monde junior (world junior record) - WR : Record du monde (world record) Circonstances et Conditions - DNF : N'a pas terminé (did not finish) - DNS : N'a pas pris le départ (did not start) - DQ : Disqualification (disqualification) - NM : Aucun essai valable enregistré (No Mark) - Q : Qualifié « directement » au prochain tour (ou à la prochaine compétition), lors d'une compétition majeure, grâce au classement ou à la réalisation des minima (automatic qualifier) - q : Qualifié au prochain tour (ou à la prochaine compétition), lors d'une compétition majeure, grâce au repêchage ou à la réalisation de l'une des meilleures performances parmi celles des « non qualifiés directement » (grâce au meilleur temps ou à la meilleure distance par exemple) (secondary qualifier) |                                                                                              |                                                                                             | |

## Tableau des médailles
| Rang | Nation      | Or | Argent | Bronze | Total |
| ---- | ----------- | -- | ------ | ------ | ----- |
| 1    | Royaume-Uni | 11 | 6      | 0      | 17    |
| 2    | Russie      | 5  | 5      | 6      | 16    |
| 3    | Allemagne   | 4  | 8      | 5      | 17    |
| 4    | Pologne     | 4  | 3      | 4      | 11    |
| 5    | Italie      | 2  | 3      | 4      | 9     |
| 6    | France      | 2  | 2      | 5      | 9     |
| 7    | Belgique    | 2  | 2      | 1      | 5     |
| 8    | Danemark    | 2  | 1      | 1      | 4     |
| 9    | Turquie     | 2  | 0      | 1      | 3     |
| 10   | Suisse      | 2  | 0      | 0      | 2     |
| 11   | Espagne     | 1  | 2      | 3      | 6     |
| 12   | Suède       | 1  | 2      | 2      | 5     |
| 13   | Hongrie     | 1  | 1      | 1      | 3     |
| 13   | Roumanie    | 1  | 1      | 1      | 3     |
| 15   | Slovénie    | 1  | 1      | 0      | 2     |
| 16   | Biélorussie | 1  | 0      | 1      | 2     |
| 17   | Azerbaïdjan | 1  | 0      | 0      | 1     |
| 17   | Tchéquie    | 1  | 0      | 0      | 1     |
| 19   | Norvège     | 0  | 3      | 1      | 4     |
| 20   | Croatie     | 0  | 1      | 1      | 2     |
| 20   | Finlande    | 0  | 1      | 1      | 2     |